# Ophiuche obditalis
Ophiuche obditalis là một loài bướm đêm trong họ Erebidae.